# 斯塔克角山
斯塔克角山（Starkhorn）是一個覆雪的山峰，位於托爾金（J. R. R. Tolkien）小說中土大陸的伊瑞德尼姆拉斯（Ered Nimrais）。雪界河（Snowbourn）從山腳流出，向北蜿蜒，流經洛汗（Rohan）平原。
洛汗人（Rohirrim）稱雪界河河谷為哈羅谷地（Harrowdale），伊多拉斯位於谷口，從伊多拉斯可看到白色的斯塔克角山。